# 炎龍騎士團系列
《炎龍騎士團》是由台灣漢堂國際資訊公司出版的回合制棋盤式類型的戰略角色扮演遊戲。其系列前三款為單機遊戲，分別是《炎龍騎士團 邪神之封印》、《炎龍騎士團II 黃金城之謎》、《炎龍騎士團外傳 風之紋章》，而線上遊戲版本則為《炎龍騎士團Online 諸神的契印》。行動裝置版本則為《炎龍騎士團 懷舊版》、《炎龍騎士團2 懷舊版》。

## 遊戲觀
故事設定在架空的劍與魔法世界，主要以「達拉尼亞島」上的「羅特帝亞王國」或是相隔在達拉尼亞島海峽旁的「馬拉大陸」為舞台。
遊戲角色包含騎士、劍士、射手等職業，並包含一些幻想職業如機兵、魔族、龍騎士、龍劍士等。
玩法以回合戰略為主，並搭配著全螢幕戰鬥畫面為特色。單機版上在二代《炎龍騎士團II 黃金城之謎》加入了更多轉職、輔助系統，專屬招式、秘密寶物等增加變化度的設計。

## 系列作品
| 1994 | 炎龍騎士團 邪神之封印       |
| 1995 | 炎龍騎士團II 黃金城之謎     |
| 1996 |                             |
| 1997 |                             |
| 1998 | 炎龍騎士團外傳 風之紋章     |
| 1999 |                             |
| 2000 |                             |
| 2001 |                             |
| 2002 |                             |
| 2003 |                             |
| 2004 |                             |
| 2005 |                             |
| 2006 |                             |
| 2007 | 炎龍騎士團Online 諸神的契印 |

### 炎龍騎士團 邪神之封印
《炎龍騎士團》系列首部作品，1994年發行。
以「羅特帝亞」王國作為故事背景，描述王國大將軍哈奇野心篡位，皇室一家慘遭殺害。被忠誠的侍衛克隆救出並撫育成長的王子雷特，在年滿十八歲得知其身分及事實後，毅然踏上了復國的旅途。

### 炎龍騎士團II 黃金城之謎
系列第二作，於1995年推出。
前作主角雷特於大戰後撫養了一個名叫索爾的養子，在索爾成年後雷特期望他接掌羅特帝亞。因喜好冒險生活的索爾難以接受這種未來將淡然無趣的宮庭人生，在煩惱之際與友人亞雷斯到後山比劍、藉此抒發鬱悶的情緒。之後索爾與亞雷斯偶然遇見了一個名叫悠妮的失憶少女、以及陪同悠妮的神秘機兵蓋亞。索爾決定護送少女回家，故事就此展開。

### 炎龍騎士團外傳 風之紋章
在1998年發行的第三作。一個從小失去母親、長大後父親離世的少年藍迪斯，某日在野外拯救了為排除心中苦悶、而到野外歷險遇到困境的羅特帝亞國王索爾。藍迪斯為了解開母親失蹤的真正原因，便與索爾一同踏上旅程。

### 炎龍騎士團Online 諸神的契印
《炎龍騎士團》系列的首部出的網路遊戲版，以穿越《炎龍騎士團》單機版各世代為遊戲背景。

## 其它參閱
- 炎龍騎士團系列角色列表